# Arteria colica media

Die Arteria mesenterica inferior und ihre Äste.

Die Arteria colica media („mittlere Dickdarmarterie“) ist eine Arterie, die aus der oberen Eingeweidearterie (Arteria mesenterica superior bzw. cranialis) abgeht. Sie entspringt unterhalb der Bauchspeicheldrüse und teilt sich in einen rechten (Ramus dexter) und einen linken Ast (Ramus sinister). Der rechte Ast anastomosiert mit der Arteria colica dextra, der linke mit der Arteria colica sinistra. Entlang der Arteria colica media liegen die Nodi lymphoidei colici medii.
Die Arteria colica media versorgt das Querkolon (Colon transversum).